# 아드리아 연해지 작전 구역
아드리아 연해지 작전 구역(독일어: Operationszone Adriatisches Küstenland OZAK, 이탈리아어: Zona d'operazioni del Litorale adriatico, 크로아티아어: Operativna zona Jadransko primorje; 슬로베니아어: Operacijska zona Jadransko primorje)은 제2차 세계 대전 중인 1943년 나치 독일이 아드리아해 북부에 설치한 행정 구역이다. 본 지역은 악세 작전으로 독일 손에 들어오기 전까지 이탈리아 왕국 치하에 있던 구역으로. 본 구역은 현재의 크로아티아. 이탈리아, 슬로베니아에 걸쳐있다. 작전 구역의 행정 기관 소재지는 트리에스테이다.

## 같이 보기
- 나치 독일이 병합한 지역